# Пратулинские мученики
 Пратулинские мученики  (мученики из Пратулина, подлясские мученики) — 13 блаженных греко-католических мирян, мучеников, расстрелянных 24 января 1874 года царским отрядом в селе Пратулин за отказ перейти в православие. Жители села Пратулин, находящегося возле города Бяла-Подляска в Польше, принадлежали к греко-католической Холмской епархии.

## История
Чтобы уменьшить влияние католической церкви на общественную жизнь Польши после восстания 1863-64 годов, власти Российской империи приняли решение о переводе в православие принадлежащих к Украинской греко-католической церкви украинцев Холмщины.
В январе 1874 года в село Пратулин был направлен перешедший в православие священник, но прихожане отказались отдать ему ключи от церкви. Настоятель направил жалобу, полицейский исправник убеждал крестьян подчиниться. 24 января в село была направлена рота солдат, которая открыла огонь по собравшимся у церкви крестьянам. Было убито 13 человек и 200 ранено. Многие подверглись порке.
11 мая 1875 года было провозглашено воссоединение холмских униатов с православной церковью. Чиновники и духовенство зачитывали императорский указ об этом в присутствии войск, вошедших в села.
Список мучеников, погибших в Пратулине:
- Даниил Кармаш
- Лука Бойко
- Варфоломей Осипюк
- Онуфрий Василюк
- Филипп Герилюк
- Константин Бойко
- Никита Грицюк
- Игнатий Франчук
- Викентий Левонюк
- Иван Андреюк
- Константин Лукашук
- Максим Гаврилюк
- Михаил Ваврищук

## Прославление
В 1996 году Римский папа Иоанн Павел II во время своего посещения Польши объявил мучеников из Пратулина блаженными.
День памяти блаженных в Католической церкви — 24 января.